# Nyctanolis pernix
Nyctanolis pernix, también conocida como salamandra-patas largas ágil, es una especie de salamandra de la familia Plethodontidae. Es la única especie del género monotípico Nyctanolis.
Es endémica de Guatemala y México. Vive únicamente en los bosques nubosos de la vertiente noreste de la Cordillera de los Cuchumatanes en el occidente de Guatemala, las montañas de Alta Verapaz, las de Baja Verapaz, y el parque nacional Lagunas de Montebello en el sur de Chiapas. Su rango altitudinal oscila entre 1200-1610 m s. n. m. Su hábitat natural se conforma de bosque montano húmedo subtropical o tropical. La especie está amenazada por destrucción de hábitat.